# 뉴기니쿠올
뉴기니쿠올(Dasyurus albopunctatus)는 주머니고양이과에 속하는 유대류의 일종이다. 뉴기니섬 토착종으로 식육류 포유류이다. 뉴기니에서 두번째로 큰 유대류 식육동물이다. 현존하는 6종의 쿠올 중의 한 종이다. 오스트레일리아서만 발견되는 4종이고, 뉴기니섬에 제한적으로 분포하는 종은 2종(나머지 한 종은 브론즈쿠올이다.)이다. 뉴기니에서 발견되는 2종은 오스트레일리아의 서부쿠올과 가장 가까운 종으로 보인다. 뉴기니쿠올은 작고, 몸무게가 보통 0.45kg을 겨우 넘는다. 몸은 흰 반점과 함께 갈색과 검은색을 띤다.